# Santuario di Nostra Signora del Carmine (Los Realejos)
Il santuario di Nostra Signora del Carmine (in spagnolo: santuario de Nuestra Señora del Carmen) è una chiesa cattolica si trova a Los Realejos, nel nord dell'isola di Tenerife (Canarie, Spagna). Si trova nel quartiere di San Agustín.
È considerato il più importante santuario mariano a nord dell'isola di Tenerife. La Beata Vergine Maria del Monte Carmelo è il patrona il Valle de La Orotava.

## Storia
Nel luogo dove è il tempio attuale è il Convento de San Andrés y Santa Mónica (è appartenente alla religiosa agostiniana). Il 21 febbraio 1952 un incendio distrusse il convento. Il 24 luglio 1955, ha avuto luogo la cerimonia di benedizione della prima pietra del nuovo santuario, questo edificio è stato progettato da Tomás Machado nel 1953, rimanendo aperta al culto il 25 luglio 1965.
Per tutto il tempo il santuario e l'immagine della Virgen del Carmine sono stati al centro della devozione popolare a nord di Tenerife. Il 18 luglio 1982, l'immagine della Virgen del Carmen è stato canonicamente incoronata come una delle prime immagini dell'isola, dove gli è stato assegnato questa distinzione.
Dal 1999, il santuario e i suoi dintorni sono considerati Bene di interesse culturale delle Isole Canarie (BIC).
Il 25 luglio, 2015, sotto il 50º anniversario della consacrazione, il tempio è stato dichiarato con il titolo di santuario dal vescovo della Diocesi di Tenerife, Bernardo Álvarez Afonso.